# Lista de membros da Royal Society eleitos em 1932
Esta é uma lista de Membros da Royal Society eleitos em 1932.

## Fellows
- Sir Frederic Bartlett
- Davidson Black
- Frederick William Carter
- William George Fearnsides
- Felix Eugen Fritsch
- Joseph Alexander Gray
- J. B. S. Haldane
- Douglas Hartree
- Karl Jordan
- Frederick Robert Miller
- Sir Basil Mott
- Sir John Lionel Simonsen
- Thomas Smith
- Sir Hugh Stott Taylor
- Herbert Turnbull
- Warrington Yorke

## Foreign Members
- Jacques Hadamard
- Graham Lusk
- Walther Nernst
- Theobald Smith

## Estatuto 12
- Sir Henry Wellcome